# 농지개량조합
농지개량조합(農地改良組合, Farmland Improvement Association)은 농촌근대화촉진법에 따라 종래의 토지개량조합을 1970년 개칭한 것으로 토지개량조합의 기능에 농사개량사업, 재해복구사업, 수익사업 등이 추가되었고, 1989년부터는 조합장에 대한 종래의 임명제를 조합원 선출제로 바꾸었다. 1999년말에 전국적으로 104개 조합이 있었다. 1999년 12월 31일에 농어촌진흥공사, 농지개량조합연합회와 함께 농업기반공사로 통합되었다.